# Jambo Manyang
Jambo Manyang is een bestuurslaag in het regentschap Aceh Selatan van de provincie Atjeh, Indonesië. Jambo Manyang telt 1311 inwoners (volkstelling 2010).